# Lapaquistat
Lapaquistat (TAK-475) là một thuốc cử viên làm giảm cholesterol đã bị bỏ rơi trước khi đưa ra thị trường.
Không giống như statin, chất ức chế men khử HMG-CoA, chất chuyển hóa lapaquistat ức chế squalene synthase, là chất tiếp tục hạ nguồn trong quá trình tổng hợp cholesterol. Hy vọng rằng các tác dụng phụ có thể được giảm bớt bằng cách không làm phiền con đường mevalonate, điều này rất quan trọng đối với các phân tử sinh hóa khác ngoài cholesterol. Tuy nhiên, ngày càng có nhiều bằng chứng cho thấy statin (ức chế con đường mevalonate) có thể hữu ích về mặt lâm sàng vì chúng ảnh hưởng đến các phân tử khác này (bao gồm cả prenyl hóa protein).
Vào ngày 28 tháng 3 năm 2008, Takeda đã ngừng phát triển lapaquistat. Mặc dù có hiệu quả trong việc giảm cholesterol lipoprotein mật độ thấp theo cách phụ thuộc vào liều, sự phát triển của thuốc đã bị ngừng lại do những quan sát trong các thử nghiệm lâm sàng cho thấy nó có thể gây tổn thương gan. Dữ liệu cho thấy rằng sự tích lũy mức độ cao của chất chuyển hóa của squalene synthase và các dẫn xuất của chúng gây ra độc tính gan của thuốc ức chế tổng hợp squalene, và những nỗ lực giảm thiểu sự tích lũy cơ chất này có thể là cần thiết cho sự thành công lâm sàng của thuốc ức chế tổng hợp squalene.